# Rzecino
Rzecino [pronunciación en polaco: /ʐɛˈt͡ɕinɔ/] (anteriormente en alemán Retzin) es un pueblo ubicado en el distrito administrativo de Gmina Rąbino, dentro del Condado de Świdwin, Voivodato de Pomerania Occidental, en el norte de Polonia occidental. Se encuentra aproximadamente a 5 kilómetros al sureste de Rąbino, a 17 kilómetros al noreste de Świdwin, y a 105 kilómetros al noreste de la capital regional Szczecin.
Antes de 1945, el área fue parte de Alemania. Para la historia de la región, véase Historia de Pomerania.
El pueblo tiene una población de 350 habitantes.